# Объединённая германская команда на зимних Олимпийских играх 1964
На Зимних Олимпийских играх 1964 года Объединённая германская команда, в которой совместно выступали спортсмены из ГДР, ФРГ и Западного Берлина, включала в себя 96 спортсменов (73 мужчины, 23 женщины), выступавших в 10 видах спорта. Они завоевали 3 золотых, 3 серебряных и 3 бронзовых медали, что вывело команду на 6-е место в неофициальном командном зачёте.

## Медалисты
| Медаль  | Спортсмен                        | Вид спорта        | Дисциплина                         |
| ------- | -------------------------------- | ----------------- | ---------------------------------- |
| Золото  | Манфред Шнельдорфер              | Фигурное катание  | Мужчины, одиночное выступление     |
| Золото  | Томас Кёлер                      | Санный спорт      | Мужчины, одиночки                  |
| Золото  | Ортрун Эндерляйн                 | Санный спорт      | Женщины, одиночки                  |
| Серебро | Марика Килиус Ханс-Юрген Боймлер | Фигурное катание  | Спортивные пары                    |
| Серебро | Клаус-Михаэль Бонзак             | Санный спорт      | Мужчины, одиночки                  |
| Серебро | Ильзе Гайслер                    | Санный спорт      | Женщины, одиночки                  |
| Бронза  | Вольфганг Бартельс               | Горнолыжный спорт | Мужчины, скоростной спуск          |
| Бронза  | Ханс Пленк                       | Санный спорт      | Мужчины, одиночки                  |
| Бронза  | Георг Тома                       | Лыжное двоеборье  | Мужчины, индивидуальное первенство |